# Chanson de geste
Pour les articles homonymes, voir Geste (homonymie) et Chanson (homonymie).

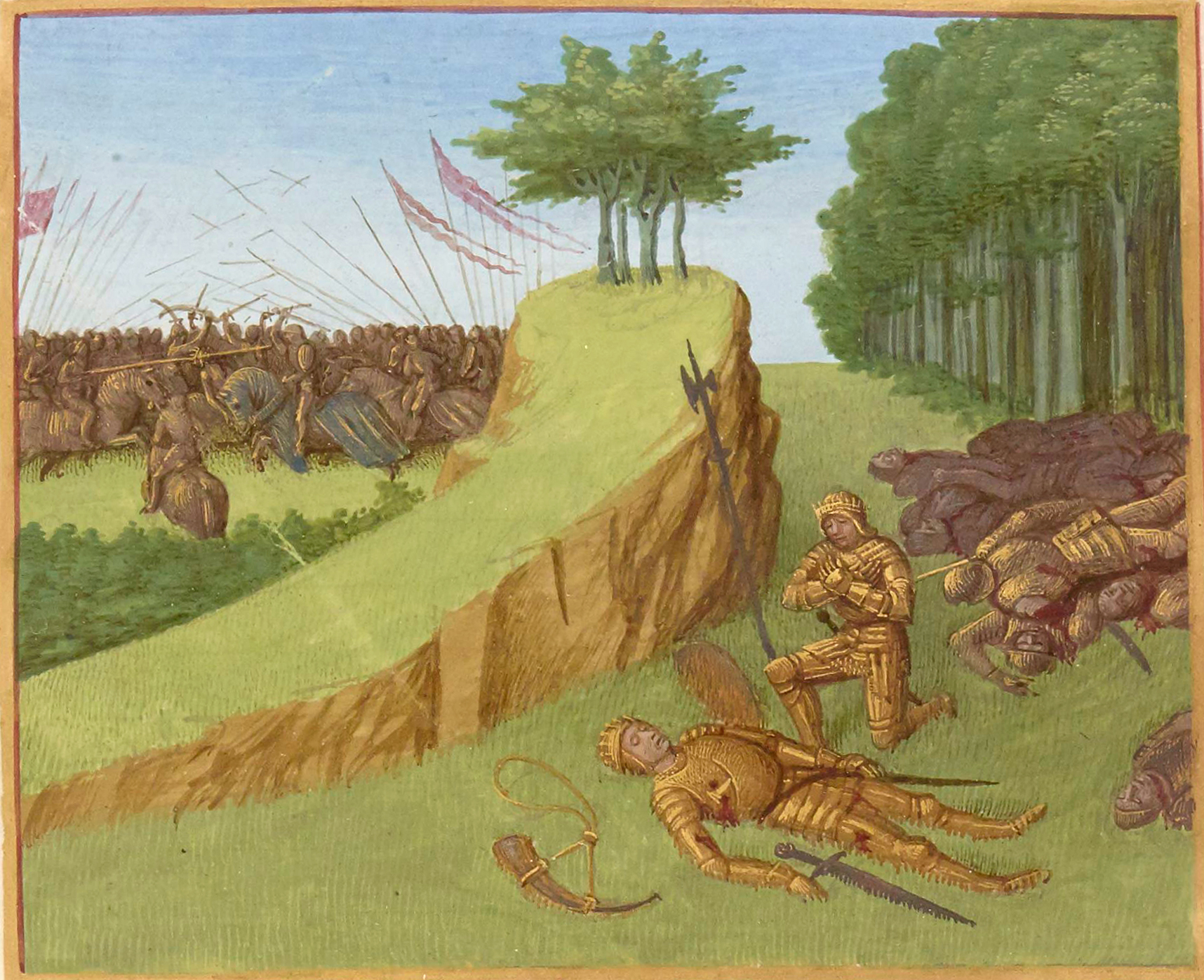
La mort de Roland au col de Roncevaux.
Miniature de Jean Fouquet, Grandes Chroniques de France, Paris, Département des Manuscrits de la BNF, XVe siècle.

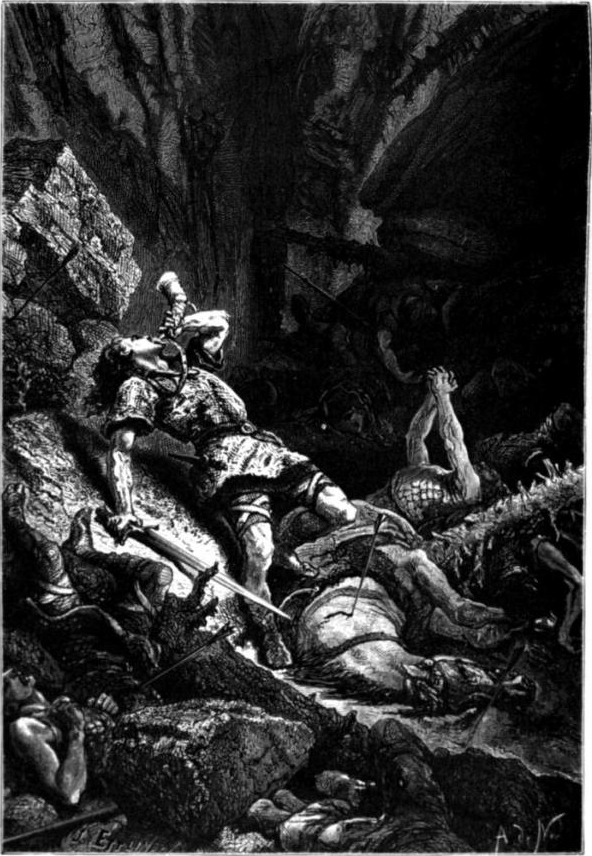
Le même sujet traité par Alphonse de Neuville en 1883.

La chanson de geste est un genre littéraire du Moyen Âge en Europe, constitué de récits versifiés relatant les exploits de héros appartenant le plus souvent à des époques antérieures à la composition de l'œuvre, notamment l'époque carolingienne. Ce genre est particulièrement bien représenté dans la littérature française médiévale, avec pour archétype la célèbre Chanson de Roland, qui raconte la mort du héros à Roncevaux lors d'une bataille contre les Sarrasins.
Ces poèmes épiques sont le plus souvent en décasyllabes, plus tardivement en alexandrins ; les vers sont assonancés et regroupés en laisses, groupes de vers de taille variable présentant la même assonance.
Il existe aussi des chansons de geste issues d'autres régions d'Europe, notamment l'Espagne et l'Italie.

## Étymologie et signification du mot «geste»
Le mot féminin « geste », vient du mot latin neutre pluriel gesta (participe passé du verbe gero, gerere, gessi, gestum) qui signifie « les choses qui ont été faites », « ce qui a été fait, accompli », et, avec une connotation épique « les exploits ». Le mot masculin « geste » a d'ailleurs la même étymologie.
La geste est donc le récit des exploits guerriers ou fantastiques de tel ou tel héros, différents modes d'expression pouvant être utilisés : la parole, le chant, le mime. Souvent anonyme, l'auteur de la geste est un troubadour (dénomination occitane) ou un trouvère (dénomination de langue d'oïl) qui la destine à être chantée et accompagnée musicalement, devant un public populaire ou noble.

## Historique
Le genre de la chanson de geste apparaît au début de la littérature française, au XIe siècle. Elles sont chantées principalement entre 1050 et 1150. Les dernières sont composées au cours du XVe siècle. Elles sont rédigées soit en ancien français, soit en ancien occitan.
Caractéristiques de la littérature médiévale, les chansons de geste prennent la suite des grandes épopées de l'Antiquité (l'Iliade, l'Odyssée, l'Énéide). Elles diffèrent d'un autre grand genre littéraire médiéval, la poésie lyrique, dont la langue est exclusivement l'occitan.
Selon le médiéviste Paulin Paris, les chansons de geste ont été précédées par les cantilènes, textes très anciens dans lesquels le mot « geste » « usurpe ordinairement, chez nos premiers poètes, le sens de race ou famille. Il y eut alors la geste des Loherains, la geste des pairs de Vermandois, des enfants d'Aimery, etc. ». Paulin Paris pense que les grandes familles du haut Moyen Âge ont compilé en recueils les récits et cantilènes valorisant leur famille, en excluant plus ou moins les autres. Dans un second temps, l'invention s'est introduite et étendue dans ces récits, en mélangeant aussi des événements d'époques et de portées différentes, réagencés en renommant les personnages pour la cohérence interne de la geste ou pour convenir à un commanditaire.

## Caractéristiques

### Classification

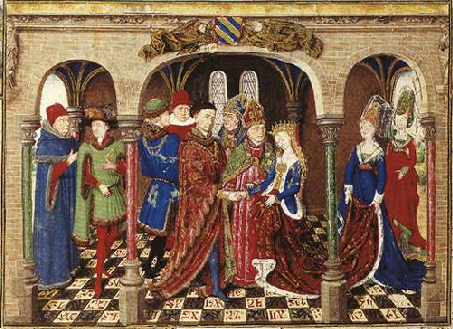
Mariage de Girart, enluminure du XV, attribué au maître du Girart de Roussillon.

Au XIXe siècle, Paulin Paris classe les gestes en trois types :
- les chansons de geste correspondant à une « tradition orale établie » ;
- celles qui prolongent les précédentes en brodant librement sur la tradition primitive ;
- les « récits de pure invention ».

### Versification
Elle correspond à des codes variant selon les époques, et devait aider les trouvères ou troubadours à mémoriser de longs textes, éventuellement chantés.
Le nombre de pieds est généralement de dix, mais il existe des textes, supposés plus anciens, où le nombre de pieds est de huit.

### Sujets
Écrites en langue d'oïl par les trouvères, en langue d'oc, par les troubadours, et en langue franco-vénitienne en Italie,, elles chantent la valeur martiale de héros de l'époque carolingienne au cours de leurs batailles contre les musulmans. Mais ces héros ont le mode de vie et les comportements des chevaliers du XIe siècle, pas celui des guerriers de l'époque carolingienne, dont on sait d'ailleurs peu de choses.
À ces légendes d'origine historique s'est ajoutée une forte touche de merveilleux : des géants, de la magie et des monstres apparaissent parmi les ennemis avec les Sarrasins. Avec le temps, les aspects historiques et militaires se sont affaiblis en faveur des aspects merveilleux.
Les thèmes des chansons de geste sont devenus notoires en tant que matière de France, qui s'oppose à la matière de Bretagne, traitant du roi Arthur et de ses chevaliers, et à la matière de Rome, qui mélange la mythologie grecque (Guerre de Troie en particulier), et les récits sur Alexandre le Grand, Jules César, et d'autres figures de l'Antiquité présentées comme des exemples de chevalerie.
Lorsque les mœurs de la noblesse se sont adoucies, la chanson de geste a perdu sa prééminence au profit des récits d'amour courtois, qui en sont inspirés, mais privilégient les relations sentimentales entre le chevalier et sa dame.

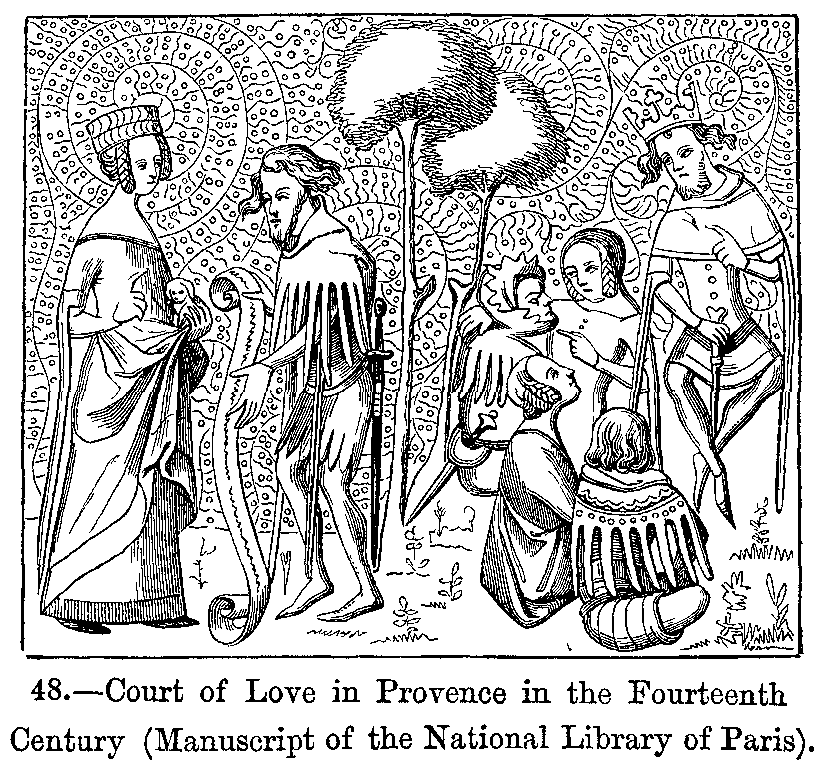
Cour d'amour en Provence, Manuscrit du XIV, Bibliothèque nationale de Paris.

### Héros épique
Dans les chansons de geste, seule la classe nobiliaire est mise en scène.
Le héros épique est un chevalier doué d'une force surhumaine, capable d'endurer toutes sortes de souffrances physiques ou morales. Exemplaire par sa fidélité à son seigneur, il est élu pour sa perfection et représente toujours une collectivité dont l'existence est en jeu. Avec Charlemagne, par exemple, c'est la « dulce France » et le monde chrétien qui luttent et souffrent pour vaincre à la fin, avec en général l'assistance des forces divines. La mort est le moment le plus émouvant du récit et recèle une leçon dictée par la vision religieuse et féodale de la société : la souffrance et la mort sont nobles lorsqu'elles sont subies pour Dieu et le suzerain. Ainsi le public, qu'il soit chevaleresque ou populaire, est appelé aux grandes émotions collectives et religieuses.
Les autres personnages ont des rôles définis : ami confident, traître, ennemi, lâche, etc. Ils figurent dans le récit pour souligner davantage l'héroïsme et les vertus du héros principal, comme dans la Chanson de Roland.

## Principales gestes
Les trouvères des XIIIe et XIVe siècles ont groupé les chansons de geste en trois grandes séries appelées « cycles » ou « gestes ». Chaque cycle comprend des poèmes épiques autour d'un héros ou des membres de sa famille.

### Cycle de Charlemagne ou cycle du roi

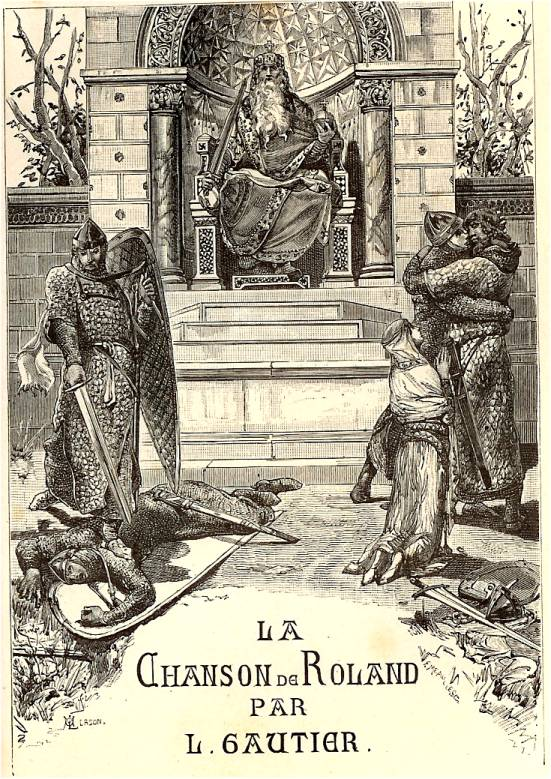
Couverture de l’Édition populaire de la Chanson de Roland (1881), illustrée par Luc-Olivier Merson.

Les sujets sont groupés autour de la famille des Rafanitus, notamment autour de la biographie légendaire de Charlemagne : les chansons constituent une transposition littéraire des guerres réelles contre les Lombards, Bretons, Saxons, Sarrasins. L'esprit et les articles de foi se résument en quelques points saillants : barons serviteurs du roi, service féodal dû au suzerain, honneur féodal, vaillance combative, intrépidité.
Ce cycle comprend vingt-sept chansons de geste, parmi lesquelles :
- la Chanson de Roland, XIe siècle
- Berthe au grand pied, Mainet et Basin, composant les Enfances Charlemagne,
- Macaire,
- Aspremont,
- l'Entrée d'Espagne (en langue franco-vénitienne),
- la la Prise de Pampelune (en langue franco-vénitienne),
- Gui de Bourgogne,
- Aquin,
- Otinel,
- la Chanson des Saisnes,
- Anseïs de Carthage,
- le Pèlerinage de Charlemagne, la Destruction de Rome et Fierabras, composant le « petit cycle des Reliques »[9],
- Simon de Pouille.

### Cycle deGuillaume d'Orange
L'esprit de cette geste est différent : fierté du lignage (parfois plus importante que la religion), indépendance de la famille, mais fidélité à Charlemagne et à ses descendants légitimes, service sans réserve, importance des figures féminines (cf. Guilbourc). Le ton en est parfois plus libre, souvent comique, les scènes de brutalité se mêlent aux scènes d'un tragique sublime (cf. la mort de Vivien).

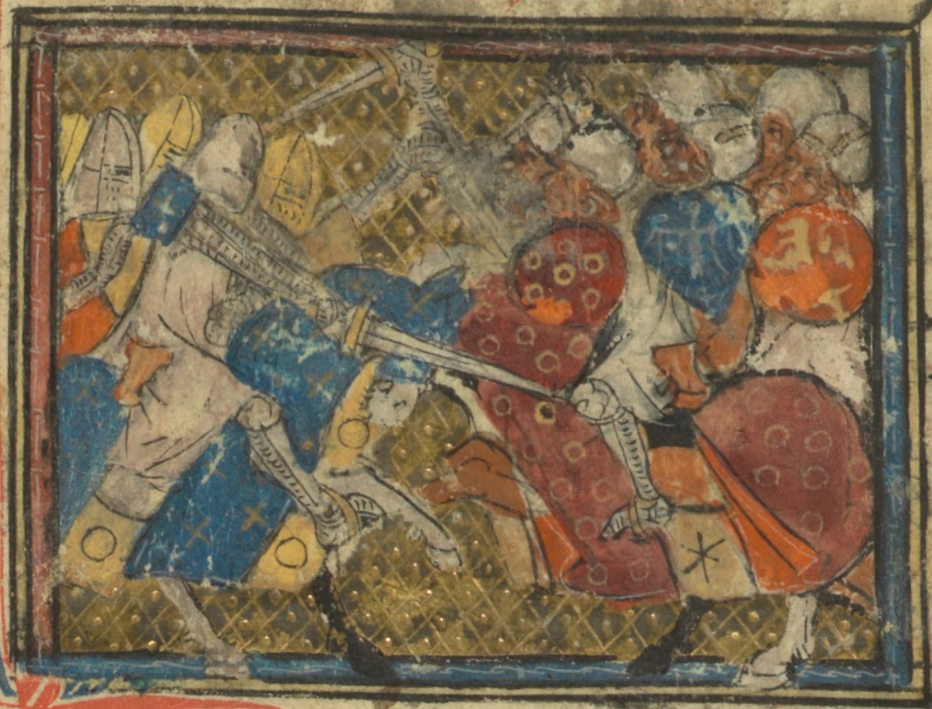
Illustration sur le manuscrit 24369, au recto du feuillet 197, au début de la chanson de geste Aliscans

Le cycle comprend vingt-quatre chansons de geste. L'ordre du cycle — qui n'est pas celui de composition — est le suivant :
1. Garin de Monglane,
2. Girart de Vienne,
3. Aimeri de Narbonne,
4. Les Narbonnais,
5. Enfances Guillaume,
6. Couronnement de Louis,
7. Charroi de Nîmes,
8. Prise d'Orange,
9. Enfances Vivien,
10. Chevalerie Vivien,
11. Aliscans,
12. la Bataille Loquifier,
13. Moniage Rainoart,
14. Moniage Guillaume,
15. Siège de Barbastre,
16. Guibert d'Andrenas,
17. la Mort Aymeri de Narbonne,
18. Fouque de Candie,
19. Les Enfances Garin,
20. La Prise de Cordres et de Sebille,
21. Renier,
22. Galien le Restoré,
23. Bueve de Commarchis,
24. la Chanson de Guillaume.

Au sein de cet ensemble, le « cycle de Guillaume proprement dit », ou « petit cycle », ne compte que dix chansons (Enfances Guillaume, Couronnement de Louis, Charroi de Nîmes, Prise d'Orange, Enfances Vivien, Chevalerie Vivien, Aliscans, Bataille Loquifier, Moniage Rainoart et Moniage Guillaume). Y sont enchâssés deux « sous-cycles » : celui de Vivien (Enfances Vivien, Chevalerie Vivien et Aliscans) et celui de Rainoart (Aliscans, Bataille Loquifier et Moniage Rainoart).

### Cycle de Doon de Mayence ou cycle des barons révoltés

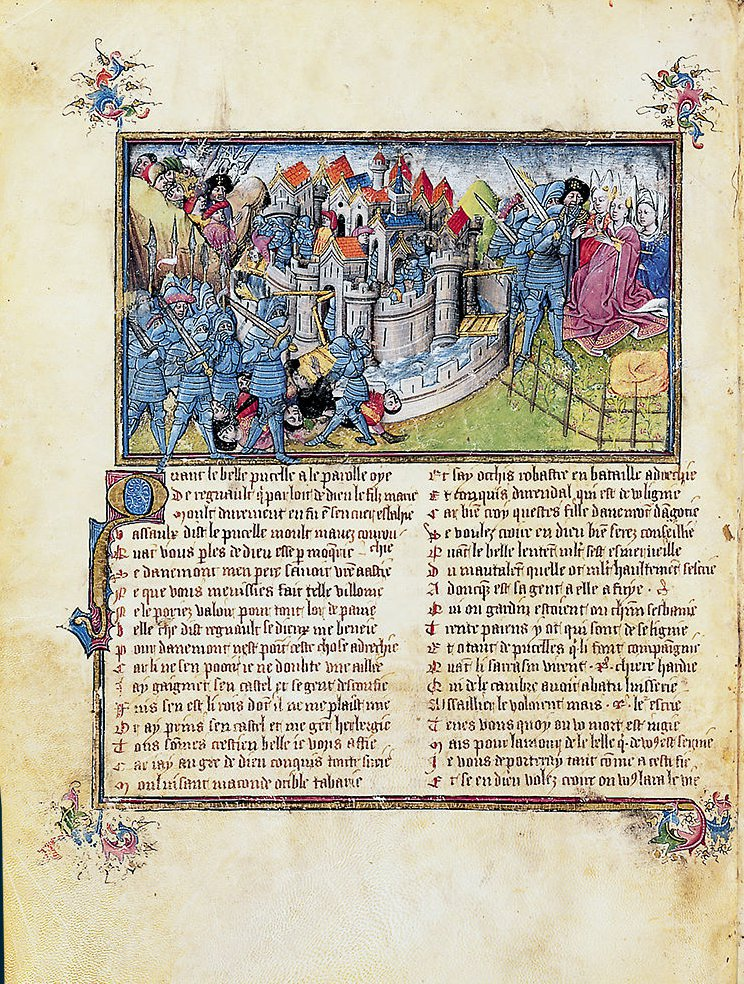
La Chanson des quatre fils Aymon dans un manuscrit flamand du XV. BNF, Fr.764, f.119v.

Ce cycle comprend soixante chansons. L'idée principale est la lutte des féodaux contre la royauté. La plupart des poèmes de ce cycle sont isolés. Il n'y a pas de figure centrale.
Le cycle comprend surtout :
- Raoul de Cambrai,
- Renaut de Montauban ou les Quatre Fils Aymon,
- Doolin de Maience et sa continuation Gaufrey,
- Doon de la Roche,
- Girart de Roussillon,
- Auberi le Bourguignon,
- Huon de Bordeaux avec son prologue, Aubéron, et ses continuations, Esclarmonde, Clarisse et Florent, Yde et Olive.
- Gormont et Isembart
- Tristan de Nanteuil
- La Chevalerie Ogier

## Gestes secondaires

### Geste des Lorrains
La Geste des Lorrains comprend :
- Hervis de Metz
- Garin le Lorrain, fils d'Hervis,
- Girbert de Metz, fils de Garin,
- Yonnet de Metz, fils de Girbert
- Anseÿs de Gascogne, fils de Girbert dans une autre tradition
- La Vengeance Fromondin

### Geste de Nanteuil
La Geste de Nanteuil comprend :
- Aye d'Avignon,
- Gui de Nanteuil, fils du précédent,
- Parise la Duchesse, sœur du précédent,
- Doon de Nanteuil, dont nous ne possédons que des fragments,
- Tristan de Nanteuil.

### Geste de la Croisade
La geste de la Croisade comprend deux cycles successifs.
Le premier comprend les chansons suivantes :
1. la Naissance du chevalier au cygne,
2. le Chevalier au cygne,
3. la Fin d'Élias,
4. les Enfances Godefroi,
5. la Chanson d'Antioche,
6. les Chétifs,
7. la Chanson de Jérusalem et ses différentes continuations dont la Chrétienté Corbaran, la Prise d'Acre, la Mort Godefroi et la Chanson des rois Baudouin.

Les second, remaniement du premier, comprend les chansons suivantes :
1. le Chevalier au cygne,
2. Baudouin de Sebourg,
3. le Batard de Bouillon,
4. Saladin.

## Chanson de geste en Europe
L'influence de la chanson de geste fut très importante en Espagne et en Italie.

### En Espagne
À l'exception de quelques traces de compositions épiques, perdues, composées en Catalogne en provençal (longtemps la langue culturelle de la région), c'est en Castille que l'épopée a le plus prospéré, arrivant très tôt du nord de la France et trouvant des développements originaux.
Autour de l'épopée castillane, cependant, s'est développée une perspective critique qui a eu tendance à amplifier sa portée, son importance, le nombre de textes et l'originalité, en arrivant à la considérer comme un développement parallèle aux résultats français.
Si déjà au Moyen Âge la définition de cantar signifiait une composition poétique avec un accompagnement musical optionnel, cantar de gesta signifiait le poème héroïque populaire, le plus souvent anonyme.
Contrairement à ce qui s'est passé en France, la poésie héroïque espagnole n'a souvent pas été conservée, en raison de son type de lecture, certainement pas privée, mais récitée par des bouffons qui l'ont le plus souvent apprise par cœur. Seulement grâce au caractère historique du cantar de gesta, les chanteurs ont souvent été repris par les chroniqueurs pour figurer dans les pages de la chronique, depuis le XIIe siècle, à partir de la Chronique du moine de Silos de 1115 jusqu'à la plus célèbre Crónica general de España, composée sur ordre du roi Alphonse X le Docteur.
D'un point de vue quantitatif, il n'y a que deux textes conservés presque complets avec des caractéristiques épiques thématiques et formelles :
- Le Cantar de mio Cid juste avant 1200 et dans lequel le triomphe de la noblesse a été raconté ;
- Les Mocedades de Rodrigo, composé vers 1360 et donc l'un des plus récents epici conservés. Le poème a été découvert en 1846 à Vienne et décrit les aventures de jeunesse du Cid et ses affrontements avec le Roi de France, l'Allemagne et le Pape ;
- Le Cantar de Roncevaux, qui immortalise le désespoir de Charlemagne devant le cadavre d'Orlando (paladin). De cette œuvre, découverte en 1916, il reste un fragment d'une centaine de versets de métrique irrégulière.

Les caractéristiques particulières des cantars de gesta étaient les suivantes :
- Vers irréguliers, contrairement au modèle français ;
- Réalisme primaire et historicité sur les légendes ;
- Utilisation d'expressions qui attirent l'attention du public ;
- Une verbosité abondante ;
- Limites du dialogue direct ;
- Utilisation de descriptions exhaustives ;
- Utilisation de noms épiques qui identifient les protagonistes.

Des traces d'autres essais se trouvent dans le substrat de nombreuses chroniques, souvent dans la continuité d'originaux épiques et de légendes héroïques, ainsi qu'on peut imaginer qu'ils sous-tendent certaines romances, un genre ultérieur lié aux chroniques en prose. Cependant, le travail de récupération des poèmes réutilisés et refondus en prose est évidemment impossible ; en tout cas, le corpus résultant est numériquement très éloigné de l'authentique.

### En Italie du Nord
La phase la plus heureuse de la littérature française en Italie peut être placée dans le sillage de la croisade des albigeois : ceux qui ont échappé au massacre ont trouvé un espace dans les cours de la vallée du Pô dans la première moitié du XIIIe siècle (marquis du Monferrato et de la Lunigiana ; Trévise ; la famille d'Este).
L'onomastique et les arts figuratifs attestent la connaissance de la matière carolingienne (et de la Matière de Bretagne) jusqu'aux régions les plus méridionales de la Péninsule dès le XIIe et peut-être même au XIe siècle. En effet, une partie considérable de la tradition manuscrite des chansons de geste passe par l'Italie. Aliscans, Aspremont, Ogier le Danois, Renaud de Montauban, sont quelques-unes des chansons dont la tradition vient au moins en partie de l'Italie, car deux codes très importants de la Chanson de Roland, signés V4 et V7 proviennent de la collection de la Gonzaga de Mantoue.
C'est précisément dans le nord-est de l'Italie que s'est développée la littérature dite "franco-vénitienne", caractérisée par des contenus épiques et un apparat linguistique nouveau. La langue franco-vénitienne était un mélange de français et de dialecte vénitien, en raison du grand prestige de la langue d'oïl associé à la nécessité de se faire comprendre par le public local. Cette littérature a produit de nombreux textes originaux, dont le plus important est certainement l'"Entrée d'Espagne", d'un auteur padouan inconnu, qui peut être daté de 1330-1340. Le poème, inachevé, dont nous avons un fragment partiel mais qui comporte 16 000 vers, développe à grande échelle la "pré-histoire" de la Chanson de Roland.
Avant l'Entrée, une série de poèmes (Chanson de Karleto, Chanson de Macaire, etc.) organisés de façon cyclique, semble avoir pour but de reconstituer l'histoire des Carolingiens de Pépin le Bref à Berthe au Grand Pied à Charlemagne, telle que la décrira Andrea da Barberino. Le niveau culturel de ces poèmes est certainement inférieur à celui de l'Entrée et leur langue est plus basique, dépourvue de références culturelles et fortement influencée par la culture de la Vénétie.
Les études sociologiques des élèves de Koehler (en particulier le livre de Henning Krauss Feudalepik in frühbürgerlicher Umwelt) ont mis en évidence les particularités de cette production, qui est à attribuer, selon Krauss, à une organisation sociale très différente de la France. En Italie, en effet, la féodalité ne s'est pas autant enracinée ni répandue au-delà des Alpes, tandis que les réalités municipales ont créé un public « bourgeois ». Par conséquent, le rapport seigneur-vassal perd le centre de la scène dans les poèmes, la figure du roi voit son aura sacrée et religieuse fortement affaiblie, et les événements sont traités avec plus d'humour et d'irrévérence.